# 尹智敏
尹智敏（韓語：윤지민，1977年12月9日—），本名尹智英（韓語：윤지영），韓國模特兒、女演員。1996年以身高173公分之姿於超級精英模特出道，2006年的電影《壟斷者》為首部主演作品。

## 個人生活
2011年與演員權海成一同出演舞台劇《求婚》結識，在彼此與相識的攝影師合作後，發展為戀人關係，兩人於2013年7月13日結婚，2014年12月20日誕下一女。

## 影視作品

### 電視劇／劇集
- 1997年：KBS《大人們不懂的新時代》飾演 秀賢（以本名出演的出道作品）
- 1998年：MBC每日情境喜劇《三男三女》
- 2000年：SBS《KAIST》
- 2006年：SBS《無敵情報員》飾演 愛麗絲陳
- 2007年：MBC《H.I.T》飾演 鄭仁熙
- 2007年：MBC Every 1《戀愛的發現》飾演 金尹瑞
- 2008年：KBS《彩票3人組》飾演 白惠美
- 2009年：SBS《兩個妻子》飾演 吳慧蘭
- 2010年：KBS《推奴》飾演 允智
- 2010年：SBS Plus《Kiss and the City》飾演 尹智敏
- 2011年：SBS《天堂牧場》飾演 池美萊
- 2011年：SBS《武士白東修》飾演 地
- 2012年：JTBC《症候群》飾演 金怡俊
- 2012年：KBS《需要仙女》飾演 馬泰熙
- 2012年：SBS《因為是你才喜歡》飾演 梁秀彬
- 2013年：SBS《Wonderful Mama》飾演 韓世雅
- 2013年：JTBC《你鄰居的妻子》飾演 智英
- 2014年：JTBC《貴夫人》飾演 柳華瑩
- 2016年：KBS《Baby Sitter》飾演 恩星
- 2016年：MBC《拖旅行箱的女人》飾演 趙藝玲
- 2017年：OCN《Voice》飾演 張奎雅
- 2017年：NAVER TV《我美麗的洗衣店》
- 2017年：SBS《疑問的一勝》飾演 洪老闆
- 2017年：NAVER TV《希望復甦師高勇先生》（희망소생사 고용씨）飾演 勞工督察[8]
- 2018年：MBC《檢法男女》飾演 李恩星
- 2019年：TV朝鮮《朝鮮生存記》飾演 鄭蘭貞
- 2019年：tvN《愛的迫降》飾演 高尚雅
- 2022年：seezn《少年飛行》飾演 朴仁善
- 2022年：Coupang Play《安娜》飾演 尹素英
- 2025年：TVING《元敬：端午的因緣》飾演 神德王后（特別出演）

### 電影
- 2002年：《性愛魔法》飾演 瑪丹娜
- 2003年：《南男北女》飾演 Miss 金
- 2006年：《壟斷者》飾演 艾莉[9]
- 2007年：《我生命中最糟糕的男人（朝鲜语：내 생애 최악의 남자）》飾演 李美妍
- 2010年：《無法者》飾演 李慶珍
- 2011年：《愛情真可怕》飾演 京雅
- 2011年：《我的見鬼女友》飾演 善宇
- 2024年：《夏末的茶花女》飾演 莉娜

### MV
- 2004年：Rain《It's Raining》
- 2006年：Lisa《With You》
- 2006年：Lisa《分手後才懂得愛》
- 2006年：Gavy NJ《她在哭泣》
- 2006年：Gavy NJ《站在對面一邊》
- 2007年：Lisa《愛情在結束時比開始還要美麗》
- 2008年：閔庚勳《悲傷傻瓜》
- 2008年：閔慶勳《今天哭吧》
- 2008年：TGUS《I Believe In》（與孫昊永、張鈞甯、李現填）
- 2008年：閔慶勳《一天》
- 2009年：KCM《在遠方》（與李己雨）
- 2010年：MC夢（feat.女團B-zion成員Mellow高敏愛）《死一樣的痛過》（與李載允）

## 獲獎
- 2006年：第13屆SBS演技大獎—新星獎《無敵情報員》

## 外部連結
- 尹智敏的Instagram帳戶
- 尹智敏的YouTube
- 尹智敏在NAVER上的资料
- 尹智敏在Daum上的资料
- 尹智敏在HanCinema的頁面（英文）